# نبرد زیله
نبرد زیله (به ایتالیایی: battaglia di Zela) نبردی در سال ۴۷ پیش از میلاد در خلال جنگ داخلی سزار بود که در آن ژولیوس سزار بر فارناک دوم، فرزند مهرداد ششم و پادشاه پنتوس، پیروز شد. این نبرد در زیله در ترکیه امروزی به وقوع پیوست.

## پیش‌درآمد
پس از شکست دادن نیروهای بطلمیوس سیزدهم در نبرد نیل، سزار مصر را ترک گفت و روانه سوریه (استان روم)، کیلیکیه و کاپادوکیه شد تا با فارناک، پسر مهرداد ششم، رویارو شود.
فارناک یکی از لگاتوس (ژنرال)های سزار به نام گنایوس دومیتیوس کالوینوس و ارتش کوچک وی را در نبرد نیکوپولیس شکست داد. فارناک سپس جنایات و قساوت‌هایی در برابر اسرای رومی و هر شهروند رومی که در آن ناحیه می‌یافت مرتکب شد. هنگامی‌که فارناک مطلع شد سزار به سوی وی در حال قشون‌کشی است، فرستادگانی به جانب او فرستاد تا در باب صلح مذاکره کنند، امّا قیصر (سزار) آنرا رد کرد.

## نبرد
ارتش پونتوس بر تپه‌ای که مشرف به شهر بود تسلط داشت، سزار و نیروهایش نیز بر بلندی‌ای که در آن نزدیکی بود مسلط بودند. درحالی‌که رومیان مشغول تقویت موضع خود و ایجاد خندق بودند، دشمن به صورتی ناگهانی به آنان یورش برد و غافلگیرشان کرد، زیرا رومیان این کار، یعنی رها کردن موضعی چنان سودمند در تپه و سپس حمله بردن به یک بلندی، را غیرمنطقی می‌دانستند. پس از سردرگمی دقایق اولیه که در آن رومیان اکثر تلفات خود را متحمل شدند، سزار موفق شد ارتش خود را (که آزموده‌تر و تکنیکی‌تر از دشمن خود بود) در یک خط دفاعی سازمان‌دهی کند، سپس اقدام به ضدحمله کرد. حال ارتش پونتوس ناچار به عقب‌نشینی نامنظم از تپه خود شد، و بعد کاملاً مضمحل گردید.
نبرد مزبور، نبردی خونین بود و پنج ساعت به طول انجامید: لژیونهای سزار از تلفات بسیاری رنج بردند در حالی‌که ارتش فارناک که مشتمل بر حدود ۲۰٬۰۰۰ نفر بود کاملاً نیست و نابود شد. پس از این پیروزی، سزار به زیله رفت و از آن‌جا پیامی با جمله مشهور «ونی ویدی ویکی» (آمدم، دیدم، فتح کردم) به روم فرستاد.

## پانوشت‌ها
1. ↑  Goldsworthy، A. Caesar. صص. ۴۴۷–۴۴۶.
2. ↑  Plutarch. Life of Caesar. ص. ۵۰.